# George Innes
George Innes (Londra, 8 marzo 1938) è un attore britannico.

## Biografia
Ha iniziato frequentando il Toynbee Hall per poi passare al Royal National Theatre sotto Laurence Olivier e il London Academy of Music and Dramatic Art nei corsi serali. Da quest'ultima, ha ottenuto la coppa Shakespeare per eccellenza.
È stato molto attivo come attore teatrale ma anche interpretato molti ruoli cinematografici, tra cui nel film Master & Commander - Sfida ai confini del mare.

## Filmografia parziale

### Cinema
- Billy il bugiardo (Billy Liar), regia di John Schlesinger (1963)
- L'errore di vivere (Charlie Bubbles), regia di Albert Finney (1967)
- Prima che venga l'inverno (Before Winter Comes), regia di J. Lee Thompson (1969)
- Un colpo all'italiana (The Italian Job), regia di Peter Collinson (1969)
- L'ultima valle (The Last Valley), regia di James Clavell (1971)
- Sequestro pericoloso (Gumshoe), regia di Stephen Frears (1971)
- La papessa Giovanna (Pope Joan), regia di Michael Anderson (1972)
- Quell'ultimo ponte (A Bridge Too Far), regia di Richard Attenborough (1977)
- Sbirri bastardi (Sweeney 2), regia di Tom Clegg (1978)
- Il tocco della medusa (The Medusa Touch), regia di Jack Gold (1978)
- Quadrophenia, regia di Franc Roddam (1979)
- Prova d'innocenza (Ordeal by Innocence), regia di Desmond Davis (1984)
- Shiner - Diamante (Shiner), regia di John Irvin (2000)
- L'ultimo bicchiere (Last Orders), regia di Fred Schepisi (2001)
- Master & Commander - Sfida ai confini del mare (Master and Commander: The Far Side of the World), regia di Peter Weir (2003)
- Cose da fare prima dei 30 (Things to Do Before You're 30), regia di Simon Shore (2005)
- Stardust, regia di Matthew Vaughn (2007)
- Elizabeth: The Golden Age, regia di Shekhar Kapur (2007)

### Televisione
- Knock on Any Door – serie TV, episodio 1x06 (1965)
- Gli invincibili (The Protectors) – serie TV, episodi 1x13- 2x12 (1972-1973)
- Miss Marple nei Caraibi (A Caribbean Mystery), regia di Robert Michael Lewis – film TV (1983)
- L'ispettore Barnaby (Midsomer Murders) – serie TV, episodio 4x04 (2001)